# Kula (rytuał)

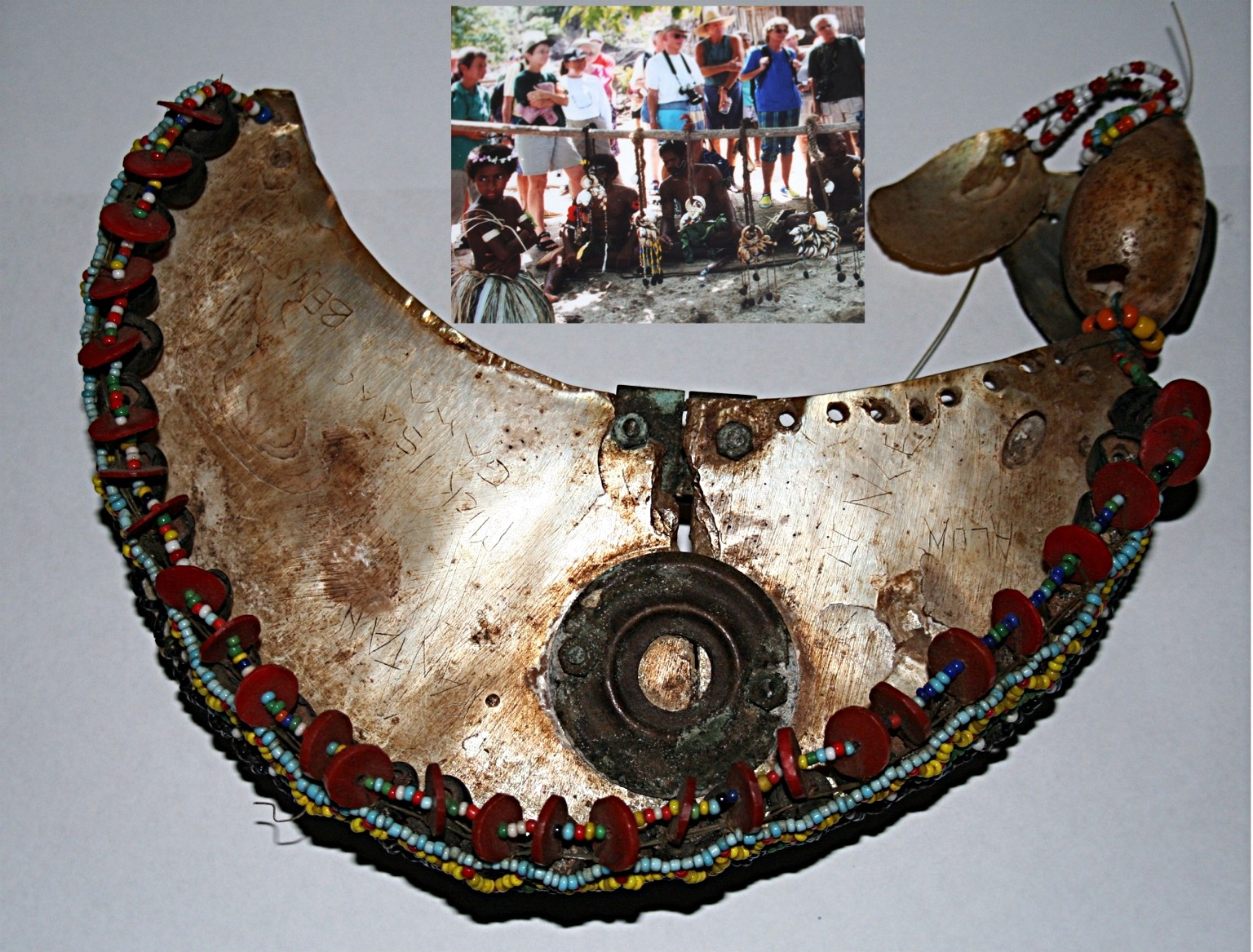
Soulava

Kula – rytuał polegający na okrężnej wymianie przedmiotów posiadających znaczenie symboliczno-obrzędowe. Bronisław Malinowski opisał tę tradycję w swoim dziele Argonauci zachodniego Pacyfiku. W wymianie biorą udział plemiona z Nowej Gwinei, Luizjad, wyspy Woodlark, Archipelagu Trobrianda, Wyspy d’Entrecasteaux.

## Przedmioty biorące udział w wymianie Kula
Rzeczy, które biorą udział w wymianie to rodzaj biżuterii noszącej nazwę vaygu. Dzieli się ona na dwie grupy:
- ‘Soulava’ to naszyjniki wykonane z czerwonej muszli spondylusa. Produkowane są w Port Moresby, na wyspie Rossel i na Trobriandach, a także na terenie wschodniej Nowej Gwinei.
- ‘Mwali’ to naramienniki z dużej, stożkowatej muszli (Conus millepunctatus). Wykonuje je się przez odłamanie wierzchołka i wąskiego końca muszli, a następnie poleruje się tak powstały pierścień.

90% z nich jest zbyt mała, aby je nosić. Dlatego te największe, które można użyć, są najcenniejsze. Przedmioty noszą imiona wszystkich poprzednich właścicieli. Posiadanie vaygu to powód do dumy. Zakłada się je wyłącznie na ważne uroczystości. Przedmiot okrąża cały region w przeciągu od 2 do 10 lat.

## Opis rytuału
Ludy biorące udział w Kula żyją na wyspach tworzących zamknięty pierścień. Soulava są przekazywane zgodnie z ruchem wskazówek zegara, zaś Mwali poruszają się w przeciwną stronę. Za przedmiot z jednej grupy, otrzymuje się rzecz z drugiej. W rytuale biorą udział wyłącznie wybrani mężczyźni. Cała wymiana ma jasno określone reguły:
1. Vaygu muszą być jednakowej wartości. Należy się zrewanżować przedmiotem podobnie cennym, więc nie ma targowania się w Kula.
2. Jeśli nie posiada się przedmiotu o podobnej wartości, można dać rzecz mniej cenną jako basi, czyli dar zastępczy. W przyszłości należy danemu partnerowi dostarczyć dar, który wyrówna powstałą dysproporcję.
3. Najcenniejsze vaygu należy dać w darze wodzowi
4. Przedmiot powinien być szybko oddany kolejnej osobie, nie należy rzeczy przetrzymywać.
5. 'Raz w Kula, zawsze w Kula’. Dotyczy to zarówno ludzi, jak i przedmiotów. Partnerami zostaje się na całe życie. Jest to więź, której nie można zerwać.

Nie ma za to zasady dotyczącej ilości partnerów. Każdy zdaje sobie sprawę, iż osoby o najwyższej randze społecznej mają ich najwięcej. Wygląda to tak, że zwykli mężczyźni posiadają kilku partnerów, a wodzowie kilkuset. Zwykle osoba o niskiej randze posiada kilku partnerów w najbliższej okolicy, jednego lub dwóch wodzów, a także partnera z dalekich wysp, który zapewnia mu gościnę, kiedy ten przebywa w obcych stronach.
Każda wyprawa jest celebrowana. Te najliczniejsze, które wypływają daleko są najbardziej świętowane. Oprócz tego całość otacza magia zwana mwasila. Istnieją zaklęcia, które działają między innymi na pogodę, czy na partnera. Wokół obrządku wyrosło mnóstwo mitów oraz historii. Opowiadają one najczęściej o bohaterskich czynach przodków, którzy odbywali dalekie wyprawy pełne niebezpieczeństw oraz że posiadali ogromną wiedzę magiczną.
Ludy biorące udział w Kula widzą ją jedynie jako bardzo ważny element ich kultury, jednak nie dostrzegają aspektów ekonomicznych, społecznych, prawnych.

## Aspekt społeczny
Wymiana Kula pełni rolę socjalizacyjną. Dzięki niej istnieje powód, aby podtrzymywać kontakty z ludźmi żyjącymi setki kilometrów dalej. Dodatkowo kształtuje kulturę, ponieważ dzięki kontaktowi przedstawicieli różnych plemion, wraz z podróżnikami przenoszą się legendy, pieśni oraz poezja, a także zaklęcia. Kula jest rozbudowaną instytucją pod względem religijnym, socjologicznym, prawnym, a także psychologicznym. Nawet budowa czółna, wodowanie oraz cumowanie otaczają rozbudowany system rytualny. Wyprawy przynoszą sławę jej uczestnikom, budują pozycję w społeczeństwie, które antropologia definiuje jako społeczeństwo Kula. Jednym z głównych praw Papuo-Melanezyjczyków jest zasada wzajemności. Uchybienie zasadom Kula może skutkować ostracyzmem.